# 高槻北郵便局
高槻北郵便局（たかつききたゆうびんきょく）は、大阪府高槻市にある郵便局。民営化前の分類では集配普通郵便局であった。

## 概要
住所：〒569-1199 大阪府高槻市別所新町4-1

### 出張所（局外ATM）
民営化以降は、ゆうちょ銀行大阪支店の出張所となった。
- 西武高槻ショッピングセンター内出張所

## 沿革
- 1995年（平成7年）10月16日 - 高槻北郵便局として、高槻市別所新町に開局[1][2]。高槻郵便局から高槻市内のJR線以北（郵便番号は569→569-10、569-11）、東別院郵便局（京都府亀岡市）から樫田地区（郵便番号は621-01→569-11）の集配業務を移管。
- 2000年（平成12年）8月14日 - 外国通貨の両替および旅行小切手の売買に関する業務取扱を開始。
- 2007年（平成19年）10月1日 - 民営化に伴い、併設された郵便事業高槻北支店に一部業務を移管。
- 2012年（平成24年）10月1日 - 日本郵便株式会社発足に伴い、郵便事業高槻北支店を高槻北郵便局に統合。

## 取扱内容
- 郵便、印紙、ゆうパック、内容証明
- 貯金、為替、振替、振込、国際送金、国債、投資信託
- 生命保険、バイク自賠責保険、自動車保険、がん保険、引受条件緩和型医療保険
- ゆうちょ銀行ATM
- 高槻市内のJR線以北の地域（樫田地区を含む。郵便番号が、569-1xxxの地区）の集配業務
- ゆうゆう窓口

## 周辺
- 大阪医科薬科大学
- 安満遺跡

## アクセス
- JR東海道本線（JR京都線） 高槻駅および阪急京都線 高槻市駅からそれぞれ徒歩約18分
- 高槻市営バス 北郵便局前停留所、もしくは安満新町停留所下車
- 新名神高速道路 高槻ICから南へ約1.5km
- 駐車場あり：20台